# Zisterzienserinnenabtei Leyme
Die Zisterzienserinnenabtei Leyme war von 1220 bis 1790 ein französisches Kloster der Zisterzienserinnen in Leyme, Département Lot, Bistum Cahors.

## Geschichte
Das 1220 gegründete und 1790 durch die Französische Revolution geschlossene Kloster war im Laufe seiner Existenz unter verschiedenen Namen bekannt: Lumen Dei („Gotteslicht“), Gratia Dei (französisch: la Grâce-Dieu, „Gottes Gnade“), Eremus (von griechisch eremos=Wüste, vgl. deutsch „Eremit“), Herm, Lem (von L’Herm) oder Leyme. Dem Kloster unterstanden mehrere Priorate: Lissac (in Lissac-et-Mouret, Département Lot, Peugniez S. 224, Méry S. 332), Vic (in Capdenac, Peugniez S. 224, Méry S. 333), Costejean (in Saint-Antonin-Noble-Val, Peugniez S. 229, Méry S. 348), La Lauzière (in Montamel, Département Lot) und Les Bouysses (in Mercuès, Département Lot). Seit 1835 befindet sich in den Klostergebäuden ein Behindertenheim (heute: Institut Camille Miret mit Centre Hospitalier Jean-Pierre Falret).